# The Cinema Snob
The Cinema Snob es una serie web estadounidense de comedia creada, editada, escrita, y protagonizada por el cineasta Brad Jones (20 de diciembre de 1981). Empezó en 2007 en YouTube antes de que reclamaciones por derechos de autor causaran que Jones moviera la serie a su sitio web personal propio, TheCinemaSnob.com, en agosto de 2009. La serie más tarde se uniría a Channel Awesome en enero de 2010.
La serie sigue a Cinema Snob, un personaje parodia de los críticos de cine pretenciosos, mientras reseña películas de explotación y pornografía poco conocida de los años tardíos de la década de 1960 hasta través de los primeros años de la década 1990. Desde 2013, sin embargo, Cinema Snob ha empezado a reseñar algunas películas de mayor difusión, tales como la serie de Viernes 13, Mommie Dearest, la serie Hallowen, Debbie Does Dallas, The Babe Ruth Story y Xanadu.
La serie ha obtenido muchos seguidores de culto, y ha encontrado una recepción positiva. Una adaptación cinematográfica, The Cinema Snob Movie, fue realizada en 2012, dirigida por el frecuente colaborador de Jones, Ryan Mitchelle.

## Historia
Brad Jones fue inspirado para crear The Cinema Snob después de ver la reseña de Roger Ebert sobre la película Friday the 13th: The Final Chapter. Él mencionó que la reseña "me hizo pensar en lo extravagante que es en general ver a esnobs del cine intentado reseñar películas de terror o explotación... Estoy reseñando estas películas de la misma manera que un esnob pretencioso de cine y estoy intentando generar algunas risas a expensas de las películas para las personas como yo que realmente les encantan las películas de explotación". Jones basó el aspecto y la voz de Cinema Snob en un miembro de la audiencia que él mismo vio durante un panel de Preguntas y Respuestas para George A. Romero, quién le dijo a Romero como él había interpretado a Monkey Shines como una metáfora para la evolución y el vínculo entre los animales y el hombre.
El primer episodio, una reseña de Burial Ground: The Nights of Terror, se estrenó en YouTube el 16 de junio de 2007. Continuó con el programa en su canal hasta que este fue afrontado por una reclamación de derechos de autor por parte de los distribuidores de Nail Gun Massacre. Entonces, Jones movió sus vídeos a su sitio web propio, TheCinemaSnob.com, en 2009. Para este sitio web nuevo, Jones también creó varias series más, como Kung Tai Ted, The Big Box, The Bruno Mattei Show y Brad & Jerrid, y además también subió dos de sus largometrajes (Freak Out y Cheap) al sitio web ese mismo año. "Así que construí un tronco de soporte", dijo Jones, "para que así hubiera mucho contenido, a donde podría aplicar ante That Guy With the Glasses cuando mi sitio había estado habilitado durante unos cuantos meses". Jones logró elevarse en popularidad cuando Noah Antwiler promovió su sitio web.
Rob Walker aceptó la petición de Jones para unir That Guy With the Glasses en enero de 2010, y estrenó su segunda temporada en Channel Awesome con su reseña de E.T.: The Porno. Desde la unión de ambos sitios web, Jones ha hecho muchas colaboraciones con colegas miembros del sitio web, interpretando a su personaje Cinema Snob.

## Formato de episodios
La serie se enfoca en un crítico de arte intelectual pretencioso, Cinema Snob. Viste un traje completamente negro, gafas vintage grandes y sin zapatos, sentándose en una silla "confortable", ubicada en medio de la pantalla para que pueda hablar directamente a la audiencia. En los primeros episodios, el set estaba en el sótano de Jones, un diván rodeado por carteles de películas. Empezando a partir de la Temporada 2, el set se movió a un salón con una silla azul estándar. Cuando Jones se mudó a una casa nueva en 2013, la ubicación cambió otra vez a la misma silla delante de una pared marrón, completo con un cartel para Calígula (la película favorita de Jones) y un cartel que cambia dependiendo de la temática o personajes de la película reseñada.
A menudo reseña una película declarando lo inferior u ofensiva que es, y procede a quejarse de la calidad de la producción, el contenido y/o el argumento. Frecuentemente hace referencias a la cultura popular durante la reseña, normalmente a películas de terror, series de televisión, sus propias películas y otras películas que ya ha reseñado. A veces reseña una película considerada como estando entre las peores jamás creadas mientras satiriza la respuesta de la crítica especializada que la película obtuvo durante la época de su estreno, como es el caso con Maníac, Mommie Dearest o At Long Last Love, y frecuentemente da a entender que la película, en su opinión, no merece la cantidad de críticas severas que recibió. De vez en cuando, señala que hubo algo bueno en una película terrible, como la interpretación de Michael Chiklis como John Belushi en Wired.
A veces, dice de manera presuntuosa e irónica una variación de su frase característica, "I'll stick with real ______ films, like _______, thank you very much" ("Me quedaré con películas ______ auténticas, como _______, muchas gracias").

## Recepción
Con el tiempo, la serie se ha ganado seguidores de culto. Muchas personas han alabado la serie por su humor y personajes. Melissa Garza, de Scared Stiff Reviews dijo: "Jones entrega con ingenio rápido, encanto, y observaciones humorísticas cortantes".

### Recepción de sujetos de las reseñas
Varios sujetos de las películas reseñadas han respondido a sus reseñas. Gary Cohen, director de Video Violence, apreció la reseña de Jones sobre la película. Después de la reseña sobre Savage Vengeance, el director de la película Don Farmer comentó en el vídeo. Jones dijo que fue "básicamente un descargo diciendo que yo estaba errado al declarar que Porno Holocaust era la peor película jamás creada, porque él hizo la peor película jamás creada: Savage Vengeance." Doble Helix Films posteó las reseñas de Cinema Snob sobre las películas Sleepaway Camp en su sitio web, declarando que "podrías hallarlas como un dar o fallar, pero el Snob claramente puso mucho trabajo en estas reseñas."

## Inconvenientes por derechos de autor
Brad Jones fue suspendido de YouTube después de su reseña de Nail Gun Massacre. Finalmente regresó al sitio web, en esta ocasión bajo el canal de YouTube "League of Super Critics", de Blip/Maker Studios, donde varios miembros de Channel Awesome subieron sus reseñas, las cuales son editados para satisfacer los estándares de YouTube sobre el nivel del lenguaje y contenido protegido por derechos de autor.[cita requerida]
Unos cuantos meses después de que la reseña de Cinema Snob sobre Grizzly II: The Predator fuera subida, Jones recibió una carta furiosa de Suzanne E. Nagy, una de los productores de la película. Jones, razonando que la película estaba inacabada y por tanto era ilegal distribuirla sin permiso, retiró su reseña. Aun así, este "episodio perdido" desde entonces ha sido filtrado a YouTube.
Después de que Maker Studios anunciaron que Blip estaría cerrando el 20 de agosto de 2015, Brad Jones empezó un canal de YouTube nuevo llamado Stoned Gremlin Productions, donde subió la mayoría de su contenido de respaldo y contenido nuevo. Sin embargo, debido a la "política sobre derechos de autor" de YouTube, algunos episodios han sido denunciados, como la reseña de Bingo.[cita requerida]

## The Cinema Snob Movie
En 2011, Jones anunció que estaba escribiendo una adaptación a película de la serie, que sería dirigida por Ryan Mitchelle.
La película trata sobre Craig Golightly (Jones), un escritor de cine de explotación extenuado que, junto con el director Neil Hall (Jake Norvell), intentan conseguir que su película Black Angus se concrete, pero necesitan los permisos adecuados del pretencioso esnob cinematográfico Dan Phillips (Mitchelle). Para poder conseguir dichos permisos, adopta el disfraz de Vincent Dawn (The Cinema Snob) y se infiltra en el mismo grupo esnob de Phillips sobre películas. Mientras está allí consigue verse implicado en un misterio de asesinato así como también atraer el interés de Nancy (Zurawski), la esposa de Phillips.

### Recepción
La película fue lanzada en DVD el 27 de septiembre de 2012. Se encontró con recepciones críticas mixtas a positivas de parte de críticos especializados, audiencias y el fandom. Stefan Ellison, de The Scene Magazine, le dio a la película una calificación de "B", diciendo: "Uniéndose a los rangos de otros recientes como Grindhouse y Corman's World, esta película es un homenaje divertido a las películas de clase B con la tesis siendo que aunque no ascienden el espíritu humano, tienes que admirar el chutzpah de estos cineastas en poner todo lo que tienen sobre estos." Luke Owen, de Flickering Myth, le otorgó dos estrellas como filme y tres estrellas como película. "Aunque no es una película perfecta", Owen escribió, "The Cinema Snob Movie es un affair disfrutable sin presupuesto hecho con mucho corazón y dedicación. Puedes ver la progresión que Jones ha hecho como escritor y Mitchelle como director. Con algo más de tiempo y un presupuesto más grande, estos dos realmente podrían hacer una película de explotación fantástica que rivalice con mucha de la basura directo-a-DVD que estoy acostumbrado a encontrar en la sección de baratas en ASDA". Geno McGahee, de Scared Stiff Reviews, dio a la película una calificación 6.5 de un total de 10, alabando las actuaciones, mensaje y humor, pero criticando su duración de dos horas.